# Villa Parque Siquiman
Villa Parque Siquiman is een plaats in het Argentijnse bestuurlijke gebied Punilla in de provincie Córdoba. De plaats telt 816 inwoners.